# 松田優作
松田優作（日语：／ Matsuda Yūsaku，1949年9月21日—1989年11月6日），韓國名為金優作（但後來正式申請歸化為日本籍），日本知名電視、電影演員、歌手、動作片演員，也是日本影劇圈英年早逝藝人的代表性人物之一。兩位兒子松田龍平、松田翔太也都是日本知名演員。

## 概要
松田優作為日韓混血兒（父親為日本人，母親為第一代在日韓國人），出生於山口縣下關市，豐南高等學校夜間部普通科畢業、關東學院大學文學部肄業，曾於美國居住。
他的人生中有兩段婚姻，第一任妻子松田美智子（原姓：熊本）為作家，1975年結婚、1981年離婚，育有一女；第二任妻子松田美由紀（原姓：熊谷）亦為演員，兩人於1983年結婚，並生下二男一女。
自1973年起，因演出電視劇《向太陽怒吼！》、1977年《大都會 PARTII》的刑警角色，在劇中身手矯健俐落，奠定知名度；1979年的《探偵物語》，則是他的電視劇代表作品。1989年更因美國電影《黑雨》裡飾演的日本黑道堂主一角打開國際知名度；惜因膀胱癌於拍完《黑雨》未久即告病逝，留給影迷無限唏噓與懷念。

## 電影
- 1973年 《狼的紋章》導演：松本正志
- 1977年 《人間的證明》導演：佐藤純彌
- 1983年 《探偵物語》導演：根岸吉太郎
- 1985年 《從此以後》導演：森田芳光
- 1989年 《黑雨》導演：雷利史考特，與迈克尔·道格拉斯、高倉健合演

### 电视剧
- 1973年 《向太陽怒吼》飾柴田純　獲石原裕次郎贊賞提攜
- 1977年 《大都會 PARTII》飾德吉功
- 1979年－1980年 《探偵物語》飾工藤俊作

## 家族
- 前妻：松田美智子（原姓：熊本）
- 妻：松田美由紀（原姓：熊谷）
- 長子：松田龍平
- 次子：松田翔太
- 長女：Yuki（ゆう姫）